# Adela Balboa y Gómez
Adela Balboa y Gómez (Madrid, 1852 – ib. 1890) fue una noble española que, al no tener descendencia, dejó declarado en su testamento la donación de un legado para la fundación de un Hospital Casa de Salud. Este centro, construido en la Avenida de la Reina Victoria de Madrid, fue el primero en el que se acogió a mujeres para formarlas como enfermeras y pasó a llamarse Hospital Central de la Cruz Roja española San José y Santa Adela en diciembre de 1918.

## Trayectoria
Balboa murió a los 38 años durante una intervención quirúrgica. Sin herederos ascendientes ni descendientes, legó las tres cuartas partes de su fortuna para la creación en 1890 de una fundación cuya misión era la construcción de un Hospital Casa de Salud, que se denominará de San José y Santa Adela, en honor a su benefactora.

Nombró patrono de la fundación al ginecólogo madrileño y médico personal Eduardo Castillo y Piñeiro, a quien le confirió una misión: 
“la construcción de una casa de salud para las enfermedades contagiosas… infecciosas de cualquier clase… y para enfermedades propias de la mujer” en las que se atendiera gratuitamente a “criados y criadas de esta Corte”.
Sus albaceas, Castillo y Casimiro Gómez Vildósola, eligieron un lugar al norte de Madrid para su construcción, que se inició en 1893 y fue dirigida por el arquitecto José Marañón. Las obras se concluyeron en 1908 con un conjunto de cuatro pabellones de planta rectangular, paralelos dos a dos, con una iglesia ubicada en el centro del pabellón principal y flanqueada por dos pasos de carruajes que acceden a un jardín central. El hospital no pudo funcionar debido al agotamiento de los fondos fundacionales que la hicieron posible, con lo que quedó abandonada durante 5 años.

## Reconocimientos
En el distrito de Tetuán de Madrid, donde está también el Hospital que se construyó con su legado, el Ayuntamiento de Madrid le dedicó una calle a su nombre en 1887.